# کرزان
کرزان روستایی در ۱۰ کیلومتری شهرستان تویسرکان، همدان می‌باشد. این روستا دارای گردوها و باغات انگور زیادی است و اولین ایستگاه تحقیقاتی گردوی کشور در این روستا تأسیس شد. متأسفانه جمعیت این روستا رو به کاهش است و زاد و ولد کمتر از مرگ و میر است.

## اطلاعات
روستای کرزان از توابع شهرستان تویسرکان در استان همدان می‌باشد.
طبق برخی از گفته‌ها
کرزان از دو واژه به معنی پسر و زان بمعنی پسر دانا می‌باشد، و طبق گفته‌های دیگر به دلیل داشتن بیشه‌های فراوان در اطراف رودخانه این منطقه گراز به وفور دیده می‌شده‌است و به همین دلیل آن را گرزان نامیده‌اند که بعدها ب کرزان تغییر تلفظ پیدا کرده‌است، این منطقه در گذشته‌ها محل شکار نادرشاه افشار بوده‌است
شغل بیشتر مردم باغداری، کشاورزی و دامداری است. عمده محصول کشاورزی این روستا گردو می‌باشد.
مردم این روستا به  زبان لری سخن می گویند.

## مکان‌های تاریخی و مذهبی
- قلعه تاریخی علی اکبرخان (عصر قاجاریه)[۱]
- پل تاریخی (عصر قاجاریه)
- امامزاده هارون
- امامزاده عبدالله
- آرامگاه امام زاده ناصر
- مسجد شیخ رسولی (در سال‌های اخیر به دلیل مرمت نشدن از بین رفته‌است)

تپه چوغای
تپه پیر رحمان
تپه‌های مشرف به کل شهرستان تویسرکان
1. 1 2  Tik4. «قلعه کرزان - قلعه کرزان یا قلعه سهام الدوله که قلعه ای بزرگ و زیبا دارای معماری زیبا و باشگوه». باهم بگردیم. دریافت‌شده در ۲۰۲۳-۰۸-۱۷.